# Berta di Borgogna
Berta di Borgogna, Berthe in francese (Borgogna, tra il 963 e il 967 – tra il 1010 e il 1016), è stata contessa consorte della contea di Blois dal 980 circa al 996 e poi regina consorte di Francia dal 996 al 1001.

## Origini familiari
Era la figlia secondogenita del Re di Arles o delle due Borgogne, Corrado III, come ci viene confermato sia dal Hugonis Floriacensis, Liber qui Modernorum Regum Francorum continet Actus (Berta filia Conradi regis Burgundiæ), che dal monaco e cronista medievale, del secolo XI. Rodolfo il Glabro e della sua seconda moglie (come ci conferma la Chronica Albrici Monachi Trium Fontium), Matilde di Francia (943-980), che secondo la Genealogiæ Comitum Flandriæ, Witgeri Genealogica Arnulfi Comitis era figlia del re dei Franchi occidentali, Luigi IV detto d'Oltremare (920 – 954) e, secondo il continuatore del cronista Flodoardo, di Gerberga di Sassonia(913 circa-984), figlia del re di Germania, Enrico I l'Uccellatore e di Matilde di Ringelheim.
Corrado III era figlio del Re di Borgogna Transgiurana e poi primo Re di Arles o delle due Borgogne, Rodolfo II (come ci conferma il Herimanni Augiensis Chronicon e della moglie, Berta di Svevia (ca. 907-dopo l'8 aprile 962), detta la Filandina, unica figlia femmina, secondo il cronista Liutprando, del duca di Svevia, Burcardo II, e di sua moglie Regelinda, figlia del conte di Zurigo, Eberardo II.

## Biografia

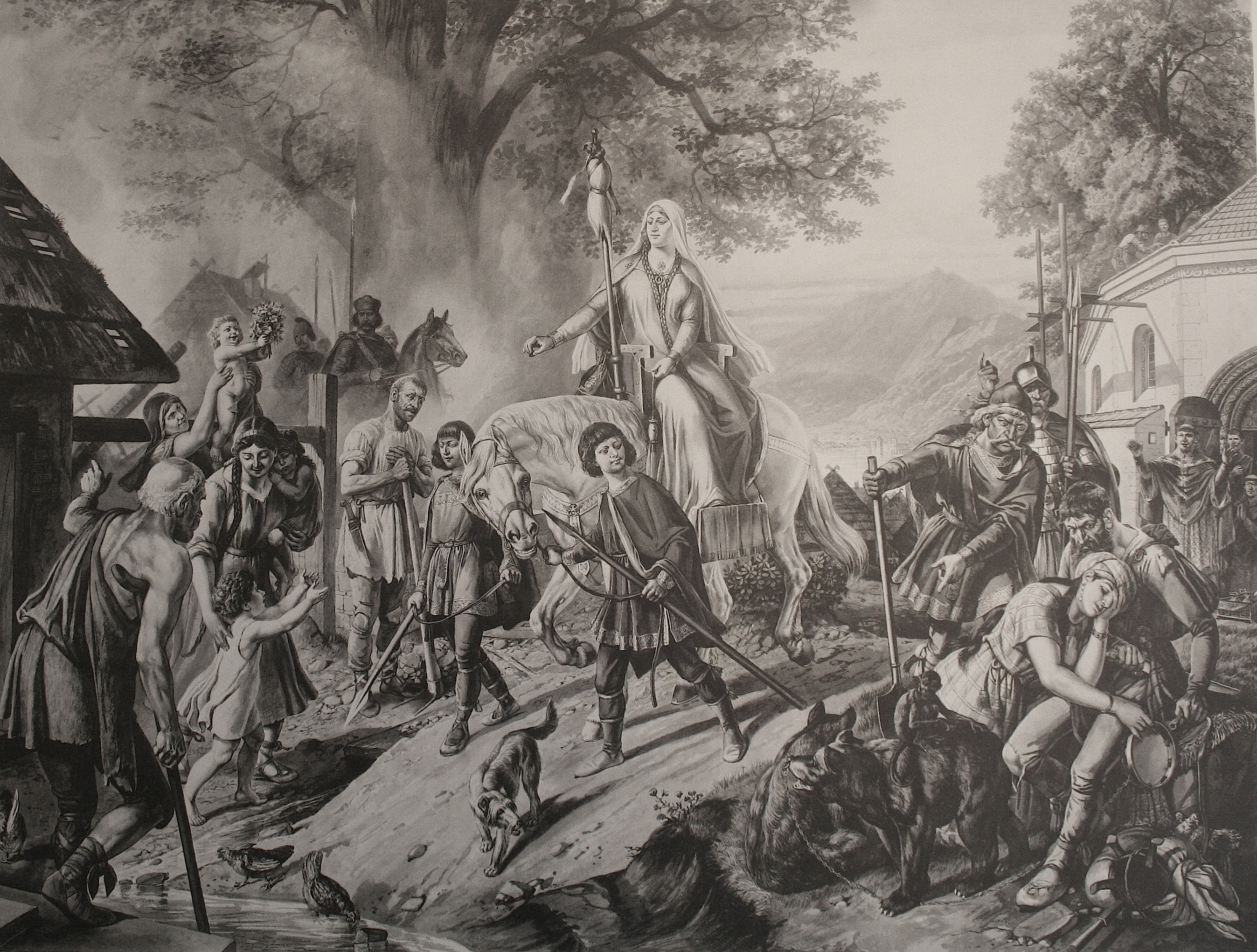
Berta di Borgogna, in un disegno di Charles Jauslin, pittore di argomenti storici

Berta, verso il 980, come ci viene confermato dal Hugonis Floriacensis, Liber qui Modernorum Regum Francorum continet Actus, era stata data in moglie al conte di Blois, di Chartres, di Châteaudun, di Tours, di Provins, e di Reims, Oddone I (Odone comite Carnotensium) (950 circa – 12 marzo 996), che, ancora secondo Rodolfo il Glabro, era figlio del conte di Blois, di Tours, di Chartres e di Châteaudun, Tebaldo I, detto l'ingannatore e della sorella di Erberto III, conte di Omois (una regione che corrisponde all'incirca all'attuale Arrondissement di Château-Thierry) e Conte di Champagne, Liutgarda di Vermandois; Liutgarda, secondo il monaco e scrittore normanno, Guglielmo di Jumièges (anche se non la nomina), era la figlia femmina (secondogenita) del conte di Vermandois, di Meaux, di Soissons e di Madrie e di Vexin, signore di Peronne, Senlis e San Quintino e futuro conte di Troyes, Erberto II (880 – 943) e di Adele (ca. 895- ca. 931), l'unica figlia del marchese di Neustria e futuro re di Francia, Roberto I, e di Adele del Maine, come è indicato nelle Europäische Stammtafeln., vol II, cap. 10 (non consultate).

Da un documento del 3 maggio 983, Oddone e Berta risulterebbero già sposati e con prole (Odo comes... Berte comitisse uxoris eius, majoris filii eius Teutboldi, minoris filii eius Odonis adhuc in cunabulo quiescentis).
Berta, nel 996, rimase vedova; il re di Francia, Roberto II il Pio (nel dicembre del 987, il padre Ugo Capeto aveva associato al trono, mediante incoronazione a Orléans, per evitare che, alla sua morte, la successione potesse subire contestazioni), che, nel 992, aveva ripudiato la prima moglie, Rozala d'Ivrea, avrebbe voluto prenderla in moglie; ma dato che erano cugini di terzo grado il matrimonio venne ostacolato dal re suo padre e dal Papa.
In quello stesso anno, dopo la morte di Ugo Capeto, pur con l'opposizione di Papa Gregorio V, come riporta il monaco e cronista del XIII secolo Richer di Lorena, Berta, vedova di Oddone (Berta Odonis uxor) si sposò, in seconde nozze, con Roberto II, che divenuto unico re di Francia; Roberto, come ci conferma la Genealogiæ Scriptoris Fusniacensis, era l'unico figlio maschio del duca dei Franchi e conte di Parigi poi incoronato re di Francia, Ugo Capeto e, come conferma la Vita Roberti Regis, di Adelaide d'Aquitania, di nobile stirpe aquitana, che, secondo la Acta Sanctorum, era figlia del conte di Poitiers, conte d'Alvernia e duca d'Aquitania (Adelaide…filia Pictavorum comitis, de progenie Caroli Magni moglie di Hugone, Francorum duce), Guglielmo III e di Gerloc (917-962, ribattezzata Adele) di Normandia, figlia del duca di Normandia, Rollone (870-927) e della seconda moglie, Poppa di Bayeux.
Il matrimonio, che ci viene confermato anche da Rodolfo il Glabro, era stato celebrato dell'arcivescovo di Tours, Arcibaldo, nonostante l'opposizione di molti altri membri della chiesa, tra cui il papa Gregorio V.
 Roberto cercò di trattare col papa Gregorio V, che non volle venire a compromessi; e dato che Roberto e Berta non volevano separarsi, nel 997 il Papa gli inflisse sette anni di penitenza, minacciando la scomunica, che poi fu comminata ai due coniugi e l'interdetto al regno di Francia, dato che non si erano separati.

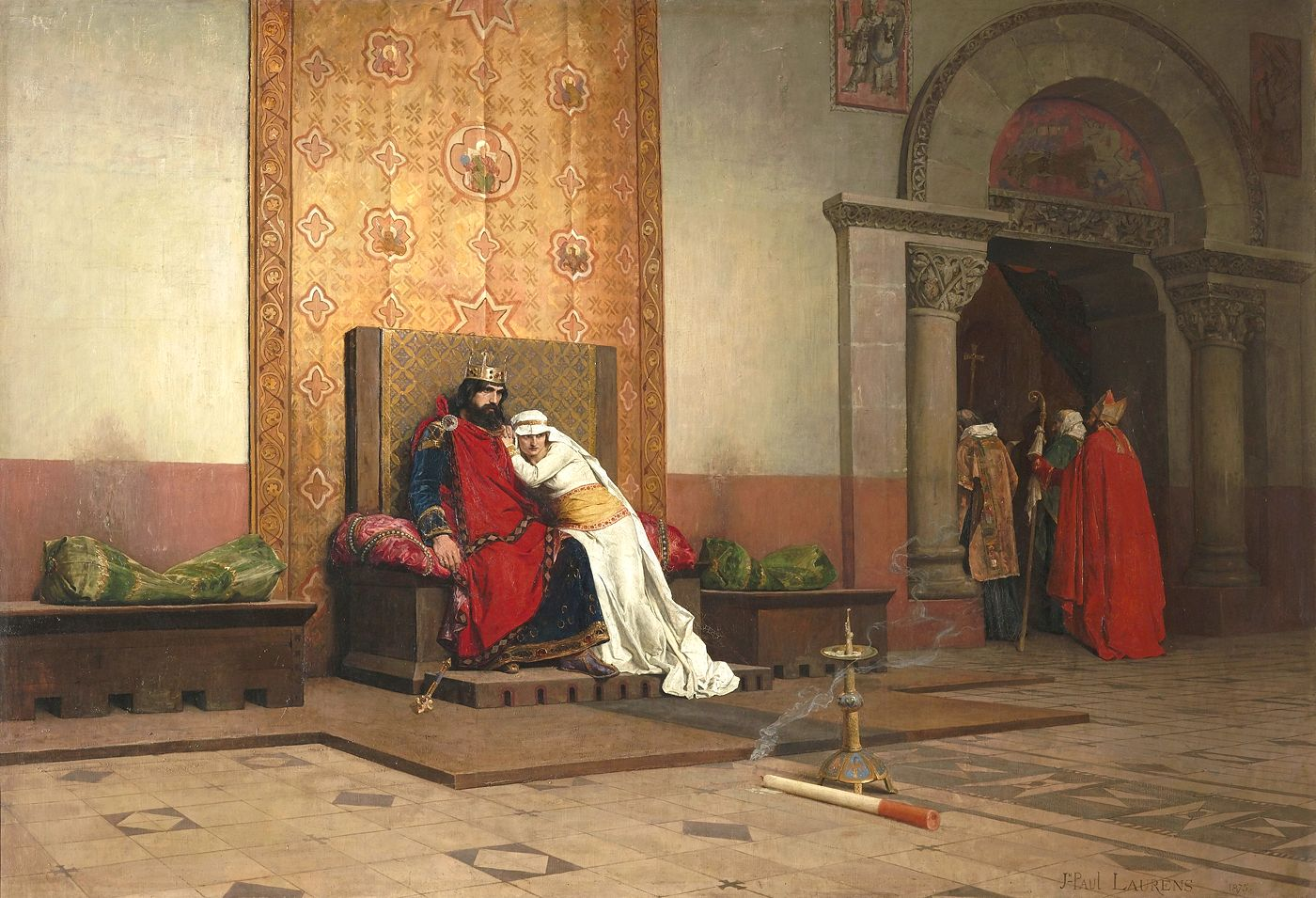
La scomunica di Roberto il Pio di Jean-Paul Laurens (1875) ritrae Berta e Roberto (Museo d'Orsay, Parigi)

Nel 999 venne eletto Papa, col nome di Silvestro II, Gerberto di Aurillac (Alvernia, ca. 938 – Roma, 12 maggio 1003), che era stato insegnante di Roberto a Reims, i rapporti tra Roberto ed il papa migliorarono; infatti tolse la scomunica e l'interdetto, mantenendo però i sette anni di penitenza.
Il matrimonio con Berta però non aveva dato frutti (solo un figlio nato morto), per cui Roberto il Pio fu costretto a separarsi da Berta nell'anno 1001.
Nel 1003, dopo che la prima moglie, Rozala, era morta, come confermano gli Annales Elnonenses Minores, Roberto II si sposò, in terze nozze, con Costanza d'Arles (986-† luglio 1032); il matrimonio ci viene confermato sia dalla Chronica Albrici Monachi Trium Fontium che dal Chronicon Hugonis, monachi Virdunensis et divionensis abbatis Flaviniacensis I; Costanza era figlia, secondo Hugonis Floriacensis, Liber qui Modernorum Regum Francorum continet Actus 9, del conte d'Avignone, conte di Provenza e marchese di Provenza, Guglielmo I (ca.950-†993) e di Adelaide d'Angiò (ca. 947- †1026) (947 - 1026), figlia del Conte d'Angiò e poi, conte di Nantes e duca di Bretagna, Folco II.
Anche se allontanata dalla Corte, Berta continuò a fregiarsi del titolo di Regina Francorum, come si può notare nel documento n° III del Cartulaire de Marmoutier pour le Dunois inerente ad una donazione del 1004, fatta assieme al figlio, Oddone (Bertæ reginæ, Odonis comitis filii eius), e in un'altra donazione del 1005, fatta sempre assieme al figlio e alla nuora, come ci viene testimoniato dal capitolo V del Chartres Saint-Père I, Liber Quintus (Odonis comitis, Ermengardis uxoris eius, Bertæ reginæ), non consultato.
Il re, Roberto II, nel 1008, in reazione all'assassinio del suo favorito, il conte Ugo di Beauvais, che aveva servito la regina Berta (sempre secondo Rodolfo il Glabro, il conte d'Angiò, Folco III Nerra, parente della regina Costanza inviò venti cavalieri ad assassinare Ugo di Beauvais, mentre era a caccia con re Roberto. Il conte d'Angiò poi dette rifugio e protezione ai cavalieri, ma alla fine dovette consegnarli a re Roberto), si era stancato della moglie, Costanza, aveva ripreso a frequentare Berta e si era recato a Roma, dal Papa Sergio IV, cercando inutilmente di ottenere l'annullamento del terzo matrimonio.
Berta, a seconda delle fonti, morì tra il 1010 e il 1016; secondo gli Obituaires de la province de Sens. Tome 2 / Tome 2, Berta (Berta mater Odonis comitis) morì il 16 gennaio (XVII Kal Feb), dopo il 1010.

## Figli
Berta ad Oddone I di Blois diede 5 o 6 figli:
- Roberto ( († prima del 995), che viene citato nel documento n° XXIV delle Chartes Vendômoises, in cui viene citato come primogenito di Oddone I (Odonis comitis, Rotberti filii eius, Tetbaldi filius eius, Odonis alterius filius)[34], ma non viene citato nel documento n° IV (non consultato) di Marmoutier (Blésois) in cui riferendosi ad una donazione del 986, cita la moglie e due soli figli (Berte comitissæ uxoris eius, majoris filii eius Teutboldi, filii eius Odonis adhuc in cunabulo)[28]
- Tebaldo (ca. 981 - 1004), citato in entrambi i documenti di cui sopra[28][34], fu conte di Blois;
- Oddone (ca. 982 - 1037), citato in entrambi i documenti di cui sopra[28][34], fu conte di Blois e di Champagne;
- Agnese († dopo il 1024, viene ricordata in un documento del capitolo V del Chartres Saint-Père I, Liber Quintus, datato 1024 (non consultato), in cui vengono ricordati la madre Berta ed il fratello Teodorico[28]), che sposò il visconte Guido di Thouars, come conferma Ex fragmentis chronicon comitum Pictaviae[35]
- Teodorico († dopo tra il 996 ed il 1001), ricordato in un documento del capitolo V del Chartres Saint-Père I, Liber Quintus, datato 1024 (non consultato), assieme alla madre Berta in cui viene citata la sorella Agnese[28] ed inoltre che suo fratello Tebaldo fu sepolto accanto a lui[28];
- Landry († dopo il settembre 1007), come conferma il documento n° XVII del Roberti regis diplomata (Odonis comitis et fratris sui Landrici)[36].

A Roberto II di Francia, Berta diede solo un figlio nato morto, nel 999.

## Ascendenza
|                         |                       |                        | Genitori                |  |  | Nonni |  |  | Bisnonni              |  |  | Trisnonni              |  |
|                         |                       |                        |                         |  |  |       |  |  | Rodolfo I di Borgogna |  |  | Corrado II di Borgogna |  |
|                         |                       |                        |                         |  |  |       |  |  | Rodolfo I di Borgogna |  |  | Corrado II di Borgogna |  |
|                         |                       | Waldrada               |                         |  |  |       |  |  | Rodolfo I di Borgogna |  |  |                        |  |
| Rodolfo II di Borgogna  |                       |                        |                         |  |  |       |  |  | Rodolfo I di Borgogna |  |  |                        |  |
|                         |                       | Willa di Provenza      | Bosone I di Provenza    |  |  |       |  |  |                       |  |  |                        |  |
|                         |                       | Willa di Provenza      | Bosone I di Provenza    |  |  |       |  |  |                       |  |  |                        |  |
|                         |                       | Willa di Provenza      | Richilde                |  |  |       |  |  |                       |  |  |                        |  |
| Corrado III di Borgogna |                       | Willa di Provenza      |                         |  |  |       |  |  |                       |  |  |                        |  |
|                         |                       | Burcardo II di Svevia  | Burcardo I di Svevia    |  |  |       |  |  |                       |  |  |                        |  |
|                         |                       | Burcardo II di Svevia  | Burcardo I di Svevia    |  |  |       |  |  |                       |  |  |                        |  |
|                         |                       | Burcardo II di Svevia  | Liutgarda di Sassonia   |  |  |       |  |  |                       |  |  |                        |  |
| Berta di Svevia         |                       | Burcardo II di Svevia  |                         |  |  |       |  |  |                       |  |  |                        |  |
|                         |                       | Regelinda              | Eberardo I di Zurigo    |  |  |       |  |  |                       |  |  |                        |  |
|                         |                       | Regelinda              | Eberardo I di Zurigo    |  |  |       |  |  |                       |  |  |                        |  |
|                         |                       | Regelinda              | …                       |  |  |       |  |  |                       |  |  |                        |  |
| Berta di Borgogna       |                       | Regelinda              |                         |  |  |       |  |  |                       |  |  |                        |  |
|                         | Carlo III il Semplice | Luigi II di Francia    |                         |  |  |       |  |  |                       |  |  |                        |  |
|                         | Carlo III il Semplice | Luigi II di Francia    |                         |  |  |       |  |  |                       |  |  |                        |  |
|                         | Carlo III il Semplice | Adelaide del Friuli    |                         |  |  |       |  |  |                       |  |  |                        |  |
| Luigi IV di Francia     | Carlo III il Semplice |                        |                         |  |  |       |  |  |                       |  |  |                        |  |
|                         |                       | Eadgifu d'Inghilterra  | Edoardo il Vecchio      |  |  |       |  |  |                       |  |  |                        |  |
|                         |                       | Eadgifu d'Inghilterra  | Edoardo il Vecchio      |  |  |       |  |  |                       |  |  |                        |  |
|                         |                       | Eadgifu d'Inghilterra  | Elfleda                 |  |  |       |  |  |                       |  |  |                        |  |
| Matilde di Francia      |                       | Eadgifu d'Inghilterra  |                         |  |  |       |  |  |                       |  |  |                        |  |
|                         |                       | Enrico I l'Uccellatore | Ottone I di Sassonia    |  |  |       |  |  |                       |  |  |                        |  |
|                         |                       | Enrico I l'Uccellatore | Ottone I di Sassonia    |  |  |       |  |  |                       |  |  |                        |  |
|                         |                       | Enrico I l'Uccellatore | Edvige di Babenberg     |  |  |       |  |  |                       |  |  |                        |  |
| Gerberga di Sassonia    |                       | Enrico I l'Uccellatore |                         |  |  |       |  |  |                       |  |  |                        |  |
|                         |                       | Matilde di Ringelheim  | Teodorico di Ringelheim |  |  |       |  |  |                       |  |  |                        |  |
|                         |                       | Matilde di Ringelheim  | Teodorico di Ringelheim |  |  |       |  |  |                       |  |  |                        |  |
|                         |                       | Matilde di Ringelheim  | Rinilde di Frisia       |  |  |       |  |  |                       |  |  |                        |  |
|                         |                       | Matilde di Ringelheim  |                         |  |  |       |  |  |                       |  |  |                        |  |

### Fonti primarie
- (LA)  Recueil des chartes de l'abbaye de Cluny, tomus II.
- (LA)  Monumenta Germaniae Historica, Scriptores, tomus V.
- (LA)  Monumenta Germaniae Historica, Scriptores, tomus III.
- (LA)  Monumenta Germaniae Historica, Scriptores, tomus XXIII.
- (LA)  Monumenta Germaniae Historica, Scriptores, tomus VIII.
- (LA)  Monumenta Germaniae Historica, Scriptores, tomus IX.
- (LA)  Monumenta Germaniae Historica, Scriptores, tomus VII.
- (LA)  Monumenta Germaniae Historica, Scriptores, tomus XIII.
- (LA)  Rodulfus Glaber Cluniacensis, Historiarum Sui Temporis Libri Quinque.
- (LA)  Cartulaire de Marmoutier pour le Dunois.
- (LA)  Recueil des historiens des Gaules et de la France. Tome 10.
- (LA)  Acta Sanctorum, October, volume 58.
- (LA)  Obituaires de la province de Sens. Tome 2 / Tome 2.
- (LA)  Chartes Vendômoises.
- (LA)  Historiæ Normannorum Scriptores Antiqui.

### Letteratura storiografica
- Louis Halphen, "Francia:gli ultimi Carolingi e l'ascesa di Ugo Capeto (888-987)", in Storia del mondo medievale, vol. II, Garzanti, 1979, pagg. 636-661.
- Louis Halphen, "La Francia dell'XI secolo", cap. XXIV del vol. II della Storia del Mondo Medievale, ed. cit., pp. 770–806.
- Louis Halphen, "Il regno di Borgogna", cap. XXV del vol. II della Storia del Mondo Medievale, ed. cit., pp. 807–821.